# Демографија Естоније
Изворни Естонци чине око 70% популације Естоније. Осталих 30-так посто чине разни имигранти из бивших совјетских држава, већином из Русије. Руси су већином настањени у главном граду Талину и североисточној Естонији. У земљи постоји и мала финска мањина.
Етничке групе у Естонији по попису из 2003. године: 68% Естонци, 26% Руси, 2% Украјинци, 1,2% Белоруси, 0,8% Финци и остали.

## Религија
Већина становника Естоније су атеисти или неопредјељени.
Религије (попис 2011)
- 54,1% атеисти
- 16,7% неопредјељени
- 16,2% православци
- 9,9% Лутерани
- 2,2% остали хришћани
- 0,9% остали

## Етничке заједнице
Према попису становништва из 2011. године у Естонији је живјело 1.294.455. становника.
Етничке заједнице (попис 2011)
- Укупно:1.294.455
- Естонци: 902.547
- Руси: 326.235
- Украјинци: 22.573
- Белоруси: 12.579
- Финци: 7.589
- Татари: 1.993
- Јевреји: 1.973
- Летонци: 1.764
- Литванци: 1.727
- Пољаци: 1.664
- Немци: 1.544
- Јермени: 1.428
- Остали: 9.204
- Непознати: 1.635

Етничке заједнице (попис 2000)
- Укупно: 1.370.052
- Естонци: 930.219
- Руси: 351.178
- Украјинци: 29.012
- Белоруси: 17.241
- Финци: 11.837
- Татари: 2.582
- Летонци: 2.330
- Пољаци: 2.193
- Јевреји: 2.145
- Литванци: 2.116
- Немци: 1.870
- остали: 9.410
- непознато: 7.919

Етничке заједнице (попис 1989)
- Укупно: 1.565.662
- Естонци: 963.281
- Руси: 474.834
- Украјинци: 48.271
- Белоруси: 27.711
- Финци: 16.622
- Татари: 4.058
- Летонци: 3.135
- Пољаци: 3.008
- Јевреји: 4.613
- Литванци: 2.568
- Немци: 3.466
- остали: 14.088
- непознато: 7

## Језици
Службени и најраширенији језик је естонски, који је близак финском и мађарском. Руски је такође врло раширен језик и већина становништва га зна, али није службени.
| Матерњи језик    | Постотак |
| ---------------- | -------- |
| Естонски језик   | 68.5%    |
| Руски језик      | 29,6%    |
| Украјински језик | 0,6%     |
| остали           | 1.2%     |
| неопредјељени    | 0,1%     |